# Brachythecium peruvianum
Brachythecium peruvianum là một loài rêu trong họ Brachytheciaceae. Loài này được Broth. mô tả khoa học đầu tiên năm 1931.